# Dominique Venner
Dominique Venner (París, 16 de abril de 1935-París, 21 de mayo de 2013) fue un filósofo, historiador y escritor francés. Fue una figura emblemática de la Nueva Derecha francesa.Venner fue miembro del grupo paramilitar de extrema derecha Organización del Ejército Secreto y más tarde se convirtió en nacionalista de derecha europeo, fundando la neofascista y nacionalista blanca Europe-Action, antes de desentenderse de la política para centrarse en su carrera como historiador. Su labor como historiador se especializó en historia militar y política. Al momento de su muerte era editor de La Nouvelle Revue d'Histoire, una revista bimestral de historia.
El 21 de mayo de 2013, Venner, escandalizado por la reciente legalización del matrimonio entre personas del mismo sexo en Francia (que según él provocaría un genocidio blanco), se suicidó en el interior de la catedral de Notre Dame de París. En una nota de suicidio decía que su muerte era un acto por la «defensa de la familia tradicional» y «lucha contra la inmigración ilegal». Venner creía que la extrema derecha se había ablandado demasiado y que las manifestaciones pacíficas contra el matrimonio entre personas del mismo sexo no bastaban para frenar una «sustitución total de la población de Francia y de Europa». La líder del ultraderechista Frente Nacional, Marine Le Pen, describió el suicidio como el acto de un hombre roto que buscaba desesperadamente «volver a despertar» a sus compatriotas.

## Biografía
Miembro del movimiento Jeune Nation, pasó dieciocho meses en la Prisión de La Santé a causa de su participación en la organización terrorista OAS. A la salida de prisión en otoño de 1962, escribió un manifiesto titulado Pour une critique positive (Por una crítica positiva), en el que trataba temas como el fracaso del putsch de abril de 1961 y del abismo existente entre «nacionales» y «nacionalistas». Preconizó la creación de una organización nacionalista revolucionaria, «destinada al combate», «monolítica y hieratizada», «formada por el conjunto de todos los militantes adheridos al nacionalismo, abnegados y disciplinados». 
En 1963, creó junto a Alain de Benoist el periódico y el movimiento Europe-Action, en el que trabajó también como director. Participó en el movimiento denominado Occident («Occidente») y formó parte de los fundadores del GRECE. No obstante, no volvió a realizar actividades políticas desde 1970. Desde ese momento, se convirtió en escritor y se especializó en historia. Además, publicó numerosos libros sobre las armas y la caza. Entre sus principales obras destacan Baltikum (1974), Le Blanc Soleil des vaincus (1975), Le Cœur rebelle (1994), Histoire critique de la Résistance (1995), Gettysburg (1995), Les Blancs et les Rouges (1997), Histoire de la Collaboration (2000) y Histoire du terrorisme (2002). Más adelante, en 2002, escribió Histoire et tradition des Européens. Entre sus últimas obras, destaca en particular Histoire et tradition des Européens (2002), obra en la cual el autor define cuáles eran, según él, las bases culturales comunes del continente europeo.
Asimismo, fue director de la revista Enquête sur l'histoire, hasta su desaparición a finales de los años 90. En 2002, fundó La Nouvelle Revue d'Histoire, una revista que se edita semestralmente y que trata temas relacionados con tópicos de la historia. Cuatro años más tarde, en 2006, la publicación fue rebautizada con el nombre de NRH y en ella se entrevistó a Bernard Lugan, Jean Tulard, Aymeric Chauprade, Alain Decaux, François-Georges Dreyfus y Jacqueline de Romilly. 
El 21 de mayo de 2013, Venner se suicidó poco después de las cuatro de la tarde —hora francesa— de un tiro en la boca ante el altar mayor de la catedral de Notre Dame, en París, con una pistola belga de una sola bala, obligando a las autoridades a desalojar el templo. Se cree que su motivación fue una protesta contra el matrimonio homosexual. Venner tenía setenta y ocho años de edad. «Fue una escena apocalíptica que nunca se había producido en este lugar», comentó monseñor Patrick Jacquin, rector de la célebre catedral. Las 1500 personas que se hallaban en la iglesia en el momento del drama fueron rápidamente evacuadas. «Me suicido para despertar las conciencias dormidas. Me sublevo así contra la fatalidad», escribió Venner en un último mensaje publicado por la mañana en su blog.

## Obras
- Guide de la contestation: les hommes, les faits, les événements, Robert Laffont, Paris, 1968, 256 p. [sin ISBN]
- Ils sont fous, ces gauchistes! Pensées. Choisies et parfois commentées par Dominique Venner, Éd. de la Pensée moderne, Paris, 1970, 251 p. [sin ISBN]
- Guide de la politique, Balland, Paris, 1972, 447 p. + 12 p. [sin ISBN]
- Pistolets et revolvers, Éd. de la Pensée moderne et Jacques Grancher, coll. « Le Livre des armes » n° 1, Paris, 1972, 326 p. [sin ISBN]
- Les Corps d'élite du passé (dir.), Balland, Paris, 1972, 391 p. [pas d'ISBN] – Réunit : Les Chevaliers teutoniques, par Jean-Jacques Mourreau, Janissaires, par Philippe Conrad, Mousquetaires, par Arnaud Jacomet, Grenadiers de la Garde, par Jean Piverd, et Cadets, par Claude Jacquemart.
- Monsieur Colt, Balland, coll. « Un Homme, une arme », Paris, 1972, 242 p. + 40 p. [sin ISBN]
- Carabines et fusils de chasse, Éd. de la Pensée moderne et Jacques Grancher, coll. « Le Livre des armes » n° 2, Paris, 1973, 310 p. [sin ISBN]
- Baltikum: dans le Reich de la défaite, le combat des corps-francs, 1918-1923, Robert Laffont, coll. « L'Histoire que nous vivons », Paris, 1974, 365 p. + 16 p. [sin ISBN]
- Armes de combat individuelles, Éd. de la Pensée moderne et Jacques Grancher, coll. « Le Livre des armes » n° 3, Paris, 1974, 310 p. [sin ISBN]
- Le Blanc Soleil des vaincus: l'épopée sudiste et la guerre de Sécession, 1607-1865, La Table ronde, Paris, 1975, 300 p. [sin ISBN]
- Les Armes de la Résistance, Éd. de la Pensée moderne et Jacques Grancher, coll. « Le Livre des armes » n° 4, Paris, 1976, 330 p. [sin ISBN]
- [Collectif], Les Armes de cavalerie (dir.), Argout, Paris, 1977, 144 p. ISBN 2-902297-05-X Hors-série n° 4 de la revue Gazette des armes
- Les Armes blanches du III×10{{{1}}} Reich, Éd. de la Pensée moderne et Jacques Grancher, coll. « Le Livre des armes » n° 5, Paris, 1977, 298 p. [sin ISBN]
- Westerling: guérilla story, Hachette, coll. « Les Grands aventuriers », Paris, 1977, 319 p. ISBN 2-01-002908-9
- Les Armes américaines, Éd. de la Pensée moderne et Jacques Grancher, coll. « Le Livre des armes » n° 6, Paris, 1978, 309 p. [sin ISBN]
- Les Corps-francs allemands de la Baltique: la naissance du nazisme, Le Livre de poche, n° 5136, Paris, 1978, 508 p. ISBN 2-253-01992-5
- Dominique Venner, Thomas Schreiber et Jérôme Brisset, Grandes énigmes de notre temps, Famot, Genève, 1978, 248 p. + 24 p. [sin ISBN]
- Les Armes à feu françaises, Éd. de la Pensée moderne et Jacques Grancher, coll. « Le Livre des armes » n° 7, Paris, 1979, 334 p. [sin ISBN]
- Les Armes russes et soviétiques, Éd. de la Pensée moderne et Jacques Grancher, coll. « Le Livre des armes » n° 8, Paris, 1980, 276 p. [sin ISBN]
- Le Grand livre des armes, Jacques Grancher, Paris, 1980, 79 p. [sin ISBN]
- Histoire de l'Armée rouge. Tome 1: La Révolution et la guerre civile : 1917-1924, Plon, Paris, 1981, 301 p. + 16 p. ISBN 2-259-00717-1
- Le Mauser 96, Éd. du Guépard, Paris, 1982, 94 p. ISBN 2-86527-027-0
- Dagues et couteaux, Éd. de la Pensée moderne et Jacques Grancher, coll. « Le Livre des armes » n° 9, Paris, 1983, 318 p. [sin ISBN]
- Histoire des armes de chasse, Jacques Grancher, Paris, 1984, 219 p. + 16 p. [sin ISBN]
- Le Guide de l'aventure, Pygmalion, Paris, 1986, [pagination non connue] ISBN 2-85704-215-9
- Les Armes blanches: sabres et épées, Éd. de la Pensée moderne et Jacques Grancher, coll. « Le Livre des armes » n° 10, Paris, 1986, 317 p. [sin ISBN]
- Les Armes de poing: de 1850 à nos jours, Larousse, Paris, 1988, 198 p. ISBN 2-03-506214-4
- Treize meurtres exemplaires: terreur et crimes politiques au XX×10{{{1}}} siècle, Plon, Paris, 1988, 299 p. ISBN 2-259-01858-0
- L'Assassin du président Kennedy, Perrin, coll. « Vérités et légendes », Paris, 1989, 196 p. + 8 p. ISBN 2-262-00646-6
- L'Arme de chasse aujourd'hui, Jacques Grancher, coll. « Le Livre des armes » n° 11, Paris, 1990, 350 p. [sin ISBN]
- Les Beaux-arts de la chasse, Jacques Grancher, coll. « Passions », Paris, 1992, 241 p. [ISBN desconocido]
- Le Couteau de chasse, Crépin-Leblond, coll. «   Saga des armes et de l'armement », Paris, 1992, 134 p. ISBN 2-7030-0099-5
- Le Cœur rebelle, Les Belles-Lettres, Paris, 1994, 201 p. ISBN 2-251-44032-1
- Gettysburg, Éd. du Rocher, Monaco et Paris, 1995, 321 p. ISBN 2-268-01910-1
- Histoire critique de la Résistance, Pygmalion, Collection rouge et blanche, Paris, 1995, 500 p. ISBN 2-85704-444-5
- Les armes qui ont fait l'histoire. Tome 1, Crépin-Leblond, coll. « Saga des armes et de l'armement », Montrouge, 1996, 174 p. ISBN 2-7030-0148-7
- Revolvers et pistolets américains: l'univers des armes (avec la collaboration de Philippe Fossat et Rudy Holst), Solar, coll. « L'Univers des armes », 1996, 141 p. ISBN 2-263-02429-8
- Histoire d'un fascisme allemand: les corps-francs du Baltikum et la révolution (sous-titré du Reich de la défaite à la nuit des longs couteaux 1918-1934), Pygmalion, Collection rouge et blanche, Paris, 1996, 380 p. + 16 p. ISBN 2-85704-479-8
- Les Blancs et les Rouges: histoire de la guerre civile russe, 1917-1921, Pygmalion, Collection rouge et blanche, Paris, 1997, 396 p. + 16 p. ISBN 2-85704-518-2
- Encyclopédie des armes de chasse: carabines, fusils, optique, munitions, Maloine, Paris, 1997, 444 p. ISBN 2-224-02363-4
- Dictionnaire amoureux de la chasse, Plon, coll. « Dictionnaire amoureux », Paris, 2000, 586 p. ISBN 2-259-19198-3
- Histoire de la Collaboration (suivi des dictionnaires des acteurs, partis et journaux), Pygmalion, Paris, 2000, 766 p. ISBN 2-85704-642-1
- Histoire du terrorisme, Pygmalion et Gérard Watelet, Paris, 2002, 248 p. ISBN 2-85704-749-5
- Histoire et tradition des Européens: 30 000 ans d'identité, Éd. du Rocher, Monaco et Paris, 2002, 273 p. ISBN 2-268-04162-X
- De Gaulle: la grandeur et le néant : essai, Éd. du Rocher, Monaco et Paris, 2004, 304 p. ISBN 2-268-05202-8
- Le Siècle de 1914. Utopies, guerres et révolutions en Europe au XXe siècle, Pygmalion, Paris, 2006, 408 p. ISBN 2-85704-832-7
- Europa y su destino. De ayer a mañana, Ediciones Áltera, Madrid, 2010, 248 p. ISBN 978-84-96840-73-7